# Coëtlogon, Côtes-d'Armor
Coëtlogon (tiếng Breton: Koedlogon, Gallo: Cotlagon) là một xã của tỉnh Côtes-d’Armor, thuộc vùng Bretagne, tây bắc Pháp.

## Dân số
Người dân ở Coëtlogon được gọi là Logonais hoặc Coëtlogonnais.